# كورازيم
كورازيم ((بالعبرية: כּוֹרָזִים)) هي مستوطنة مجتمعية في شمالي إسرائيل على هضبة كورازيم. وهي تتبع لمجلس مفوؤوت هحرمون الإقليمي.
أسست في عام 1983 كموشاف، لكن بعد اندماجها مع ماعوف أصبحت مستوطنة مجتمعية. تقع إلى الشمال مباشرة من بحيرة طبريا على أراضي قرية السمكية العربية المُهجرة. وقد سميت على اسم كورزين القديمة، المذكروة في العهد الجديد (Matthew 11:21)، وهي الآن موقع لحديقة أثرية تجتذب زواراً كثر، تقع على بعد حوالي 1 كم شرق القرية الحديثة.

## روابط خارجية
- الصفحة الرئيسية لكورازيم نسخة محفوظة 2 فبراير 2008 على موقع واي باك مشين. (بالعبرية)